# Lorentz Andersson
Yngve Lorentz Andersson, född 21 maj 1942 i Byske församling i Skellefteå kommun, Västerbottens län, död 29 september 2023 i Ursviken, var en svensk politiker (socialdemokrat) och landshövding i Västerbottens län 2001–2007. Han växte upp i Ursviken utanför Skellefteå. Han var trämassefabriksarbetare, tegelförsäljare, verkmästare och byggnadsingenjör. Han var gift och hade två barn.

## Biografi
Anderssons föräldrar var småbrukare i Byske landskommun, något som inte gick att försörja sig på. Moderns dröm om realexamen blev aldrig verklighet, i stället arbetade hon som piga och städerska hela livet. Fadern fick sitt första fasta arbete på Rönnskärsverken i Skelleftehamn. Som ettåring flyttade Andersson till Ursviken. Han gick realskola i Skellefteå och det politiska intresset växte fram under denna tid. 
Vid 16-års ålder började han arbeta på Scharins. Han fortsatte därefter vidare med ett arbete på Rönnskär. Andersson utbildade sig till byggnadsingenjör och fick därefter arbete på byggföretaget Larco där han arbetade fram till mitten på 1970-talet.

## Politisk karriär
Andersson gick med i SSU som 14-åring och började sin politiska bana i byggnadsnämnden i Skellefteå kommun, där han 1970 blev ordförande, för att 1980 bli kommunstyrelsens ordförande, ett uppdrag han höll i 22 år. Han har suttit i partistyrelsen för Socialdemokraterna och 2001 tillträdde han som landshövding för Västerbottens län. Under tiden som landshövding var Andersson ordförande i Digitalkommittén och Nationella träbyggnadsstrategin samt i Delegationen för regional samverkan om högre utbildning (Samverkansdelegationen). Han hade också uppdrag i Samverkansutredningen och Skatteutjämningsutredningen. Som landshövding efterträddes han 2008 av Chris Heister. Andersson var också ordförande i Sparbanksstiftelsen Norrland samt var känd som en stark förespråkare av kärnkraft och Botniabanan.

## Utmärkelser
Andersson tilldelades den 28 januari 2008 "för framstående samhällsinsats" H.M. Konungens medalj av 12:e storleken i serafimerordens band.. Samma år utsågs han till teknologie hedersdoktor vid Luleå tekniska universitet för att med ”ett starkt personligt engagemang (...) medverkat till att stärka näringslivet, högre utbildning och forskning inom regionen”. Lorentz Andersson är dessutom hedersmedlem i "RegretManRiver Crusiers", en cruising-klubb i Åsele.